# Adranon
Adranon (attuale Adrano in provincia di Catania; Άδρανον in greco antico) è un'antica città fondata dai siracusani su un preesistente abitato neolitico e pre-greco accanto ad un santuario dedicato al dio Adranos, venerato in tutta la Sicilia.

## Il sito preistorico e pre-greco
La zona di Adrano fu abitata in epoche preistoriche, come hanno dimostrato recenti ritrovamenti nelle contrade Fontanazza, Pilica, Fogliuta, Maccarone, Pellegriti e Pietralunga, che hanno reso reperti del periodo Neolitico.
Non mancano tracce di popolazioni indigene di epoca storica. Fra l'altro, l'insediamento umano di contrada Polichello ha restituito uno splendido esempio di arte siceliota del V secolo; una figura di atleta nudo in bronzo (visibile al Museo di Siracusa).
Non ancora scavata, se non in minima parte, la città indigena della zona di Mendolito, il cui nome è finora ignoto, chiamata nel secolo scorso, dagli studiosi, Simaethia. La zona ha restituito un importante ripostiglio dei bronzi dell'VIII-VII secolo a.C. con circa 800 kg di metalli, una porta cittadina del VI secolo con un'iscrizione in lingua sicula non ancora decifrata. Altro materiale vario, reperito nella zona, è visibile nel Museo archeologico regionale di Adrano.
Non è stato finora individuato il luogo ove sorgeva il tempio di Adranos, il cui culto è legato probabilmente all'attività dell'Etna. Sedici colonne di basalto del tempio fanno parte della struttura interna della chiesa Madre che sorge accanto al castello Normanno in piazza Umberto I. Si potrebbe quindi supporre che il Tempio di Adranos sorgesse nella stessa area.

## La città greca
Secondo Diodoro Siculo, la città greca fu fondata da Dionigi di Siracusa, nel 400 a.C.. La localizzazione era di rilevanza strategica, in quanto si prestava al controllo della valle del Simeto, allora navigabile fino ad un certo punto, e della dirimpettaia città sicula di Centuripe.
Nel 344 a.C. la città fu teatro della battaglia fra il corinzio Timoleonte, democratico, e il tiranno Iceta di Leontini che fu vinta dal primo. A seguito di ciò gli abitanti di Adranon decisero di allearsi con Timoleonte.
Questi dimorò per qualche tempo nella piccola città di Adranon, dove circolava liberamente senza scorta. Durante tale soggiorno, mentre era nel tempio e officiava i sacrifici al dio, fu oggetto di un attentato, ad opera di due sicari mandati da Iceta, fortunatamente sventato da un adranita.
Nonostante la grande rilevanza archeologica dell'area non sono stati ancor oggi eseguiti scavi organicamente predisposti anche a causa del forte inurbamento.
La possente cinta muraria, costruita in blocchi di pietra lavica di tre metri e mezzo, è il monumento meglio conservato del periodo greco e permette di rilevare in sessanta ettari la superficie della città. Se ne può vedere allo scoperto una lunga sezione ad est ed una torre quadrangolare addossata all'attuale chiesa di S. Francesco.
Ricerche archeologiche recenti hanno portato alla scoperta di alcune case abbastanza raffinate della fine del IV secolo a.C., con resti di pavimenti a mosaico, nonché di una strada importante dello stesso periodo, messa in luce per quasi un centinaio di metri, con canalette il pietra lavica a lato per il deflusso delle acque piovane. Oltre agli scavi, l'area delle mura è stata oggetto di opere volte ad aprirla al pubblico. Questi interventi sono stati realizzati anche grazie ai fondi del Gioco del Lotto, in base a quanto regolato dalla legge 662/96. Da Adranon ci viene una serie di monete enee da situare nel IV secolo a.C., forse verso il 344 - 336 a.C.